# 486 هـ
486 هـ هي سنة في التقويم الهجري امتدت مقابلةً في التقويم الميلادي بين سنتي 1093 و1094.

## مواليد
- يحيى بن سعدون

## وفيات
- أبو الفرج الشيرازي

- أبو المظفر الفرغاني - فقيه وعالم بغدادي.